# Maria von Burgund

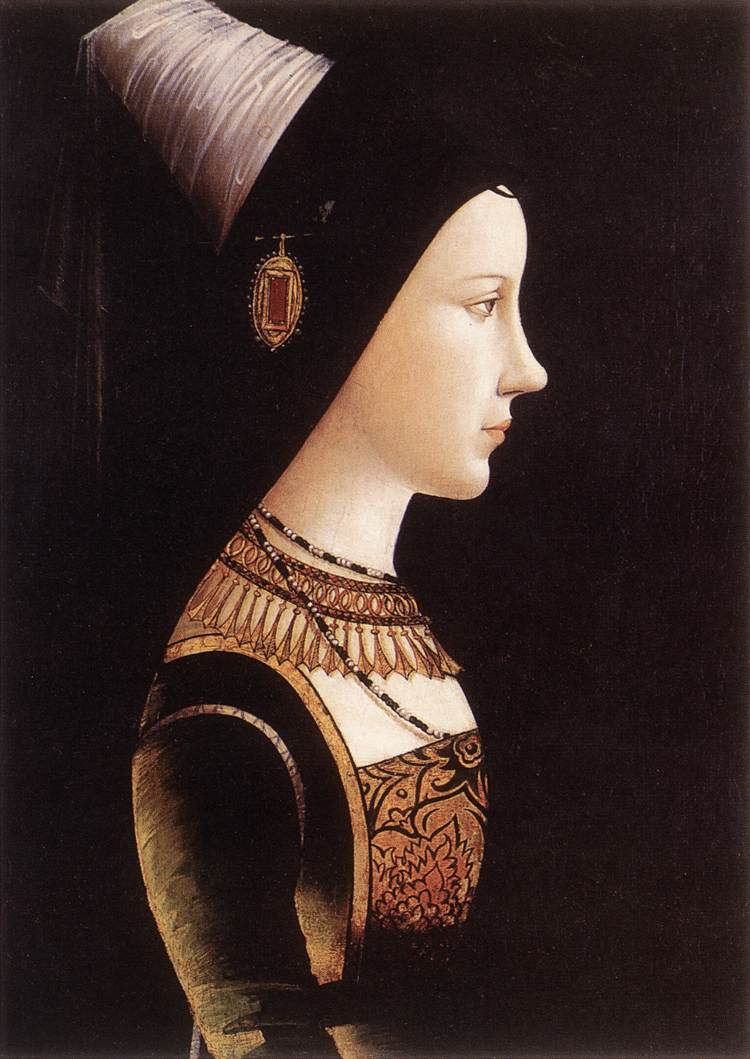
Michael Pacher: Maria von Burgund mit Hennin, um 1479, Sammlung Heinz Kisters Kreuzlingen

Maria von Burgund (französisch Marie de Bourgogne; * 13. Februar 1457 in Brüssel; † 27. März 1482 in Brügge) war das einzige Kind und die Alleinerbin Herzog Karls des Kühnen. Nach dem Tod ihres Vaters im Januar 1477 wurde sie Herzogin von Burgund, die letzte aus dem Haus Valois. 
Das Erbe ihres Vaters, einen umfangreichen Länderkomplex beiderseits der Grenze zwischen Frankreich und dem Heiligen Römischen Reich, musste sie gegen die Ansprüche des französischen Königs Ludwig XI. verteidigen. Zur Stärkung ihrer Position heiratete sie am 19. August 1477 Maximilian I., den Erzherzog von Österreich, der damit iure uxoris Herzog von Burgund wurde. Diese dynastische Verbindung löste den Burgundischen Erbfolgekrieg aus und war eine Ursache für die jahrhundertelange Rivalität zwischen Frankreich und den Habsburgern. Maria starb im Alter von nur 25 Jahren an den Folgen eines Reitunfalls. Sie war die Großmutter der Kaiser Karl V. und Ferdinand I.

## Leben

### Kindheit und Jugend
Maria von Burgund wurde am 13. Februar 1457 als Tochter Karls des Kühnen, des Grafen von Charolais und nachmaligen Herzogs von Burgund, und dessen zweiter Gattin Isabelle, einer Tochter des Herzogs Charles I. de Bourbon, im Palast von Coudenberg zu Brüssel geboren. Die erste Gattin Karls des Kühnen, Catherine de Valois, war 1446 im Alter von nur 18 Jahren kinderlos gestorben. Maria war bislang Karls einziges Kind und damit Alleinerbin seines ausgedehnten und reichen Herrschaftsbereichs, doch hoffte er, noch einen Sohn zu bekommen.
Zum Zeitpunkt von Marias Geburt war ihr Vater auf einem Jagdausflug abwesend. Die vier Tage später durch den Fürstbischof von Cambrai, Johann VI. von Burgund, in der Kapelle des Palastes Coudenberg geleitete Taufe Marias wurde als äußerst prachtvolle Zeremonie gestaltet. Vertreter europäischer Höfe überbrachten dabei wertvolle Geschenke. Allerdings nahmen weder Karl der Kühne noch dessen Vater, der Burgunderherzog Philipp der Gute, an der Taufe Marias und den damit einhergehenden Festlichkeiten teil. Marias Taufpaten waren ihre Großmutter väterlicherseits, Isabel de Portugal, sowie der Dauphin Ludwig (nachmals König Ludwig XI. von Frankreich), der damals wegen eines Konflikts mit seinem Vater Karl VII. in den Ländern Philipps des Guten Zuflucht gesucht hatte.
Zunächst lebte Maria gemeinsam mit ihren Eltern relativ abgeschieden auf der Festung Quesnoy im südlichen Hennegau. Bereits im Alter von sechs Jahren wurde sie von ihren Eltern getrennt. Philipp der Gute, ihr Großvater, hatte seinen Sohn als Statthalter nach Holland beordert, wohin Karl denn auch mit seiner Gattin Isabelle aufbrach. Während Marias Eltern in Gorkum lebten, wurde das Kind zur weiteren Erziehung nach Gent, dem Sitz der Grafen von Flandern, gebracht. Diese Überstellung der kleinen Prinzessin nach Gent geschah auf die fordernden Bitten der dortigen Bürgerschaft, die wiederholt gegen die burgundische Herrschaft aufbegehrte. Maria verbrachte nun den Großteil ihrer weiteren Kindheit in Ten Walle, einem festungsartigen Schloss.
Von Kindheit an hatte Maria eine zahlreiche Dienerschaft. Zu ihrem Gefolge gehörte u. a. eine Kleinwüchsige namens Madame de Beauregard. Zu ihren Spielgefährten zählten vor allem Sprösslinge aus Adelsfamilien. Marias Erziehung und schulische Ausbildung leitete eine Madame d’Haleweyn, die ihr lebenslang eine treue Dienerin blieb.
Maria wurde in allen für ihren Stand als Prinzessin wichtigen Wissensgebieten unterrichtet. Auf ihre Rolle als mögliche Herrscherin wurde sie allerdings nicht vorbereitet, da ihre Eltern noch immer auf männlichen Nachwuchs hofften. Da sie zweisprachig aufwuchs, beherrschte sie die beiden Landessprachen Flämisch und Französisch perfekt, präferierte aber stets die letztgenannte Sprache. Elementare Kenntnisse erlangte sie auch in Latein. Ferner wurde sie auf dem Gebiet der Religion und Geschichte ausgebildet. Musik war ihr Lieblingsgegenstand und sie erlernte das Spielen des Clavichords, erwarb aber auch Fertigkeiten in Handarbeit und Sport. So wurde sie eine gute und leidenschaftliche Reiterin und Jägerin. Schon als Mädchen unternahm sie öfters ausgedehnte Ausritte und hielt sich Falken. Im Winter lief sie auf den vereisten Grachten von Gent Schlittschuh. Weil sie so viel Zeit im Freien verbrachte, kam sie intensiver als andere vornehme Fräulein mit der ansässigen Bevölkerung in Berührung und erreichte durch ihr freundliches Auftreten eine gewisse Beliebtheit. Sie hatte auch eine große Liebe zu Tieren. Nicht nur Hunde und Katzen gehörten zu ihrer Menagerie, sondern ihr wurden auch exotische Tiere wie Papageien und Affen geschickt.
Bereits am 25. September 1465 starb Marias Mutter (wahrscheinlich an Lungentuberkulose); das Mädchen hatte seine Mutter in den zwei Jahren der Trennung nur noch einmal kurz getroffen. Als dann Philipp der Gute am 15. Juni 1467 verschied, trat Karl der Kühne die Nachfolge an. Bei seiner Amtseinführung in Gent verlangte eine Abordnung dortiger Bürger von ihm die Wiederbewilligung von den Stadtbewohnern entzogenen Prärogativen. Wegen der Gefahr, dass Maria bei einer Empörung als Geisel genommen werden könnte, stimmte Karl zu. Ansonsten war der neue Herzog von Burgund aber ein kriegerischer Fürst und befand sich bisweilen monatelang auf Feldzügen. Nach der am 3. Juli 1468 erfolgten dritten Eheschließung Karls mit Margarete von York, der Schwester des englischen Königs Eduard IV., entwickelte sich zwischen Maria und ihrer neuen Stiefmutter, die nur knapp elf Jahre älter als sie war, ein enges freundschaftliches Verhältnis. Margarete behandelte ihre Stieftochter wie eine zärtliche ältere Schwester und diente ihr in problematischen Situationen stets als energische Helferin. Aus Margaretes Ehe mit Karl gingen keine Kinder hervor.
Von nun an begleitete Maria ihre Stiefmutter, von der sie die englische Sprache erlernte, bei deren Reisen durch die burgundischen Länder, wobei die beiden hochadligen Damen als Vertreter des Herzogs die großen Städte seines Reichs besuchten und sich für die Erfüllung der dort vernommenen Bitten der Einwohner einzusetzen versprachen. Sie sollten auch die mit der harten Regierungsführung Karls unzufriedenen Untertanen besänftigen. Maria konnte gleichzeitig in näheren Kontakt mit größeren Bevölkerungskreisen treten und Sympathien gewinnen, Margarete wiederum meist problemlos im Bedarfsfall Geld und Truppen für ihren Gatten sammeln. Aus religiösen Gründen unternahmen Margarete und ihre Stieftochter auch Pilgerreisen, besuchten Heiligtümer und widmeten sich insbesondere dem Kult der heiligen Colette. Wegen des ihr 1471 bereiteten prächtigen Empfangs in Mons blieb Maria ein Jahr lang ohne ihre Stiefmutter in dieser Stadt.

### Heiratsprojekte

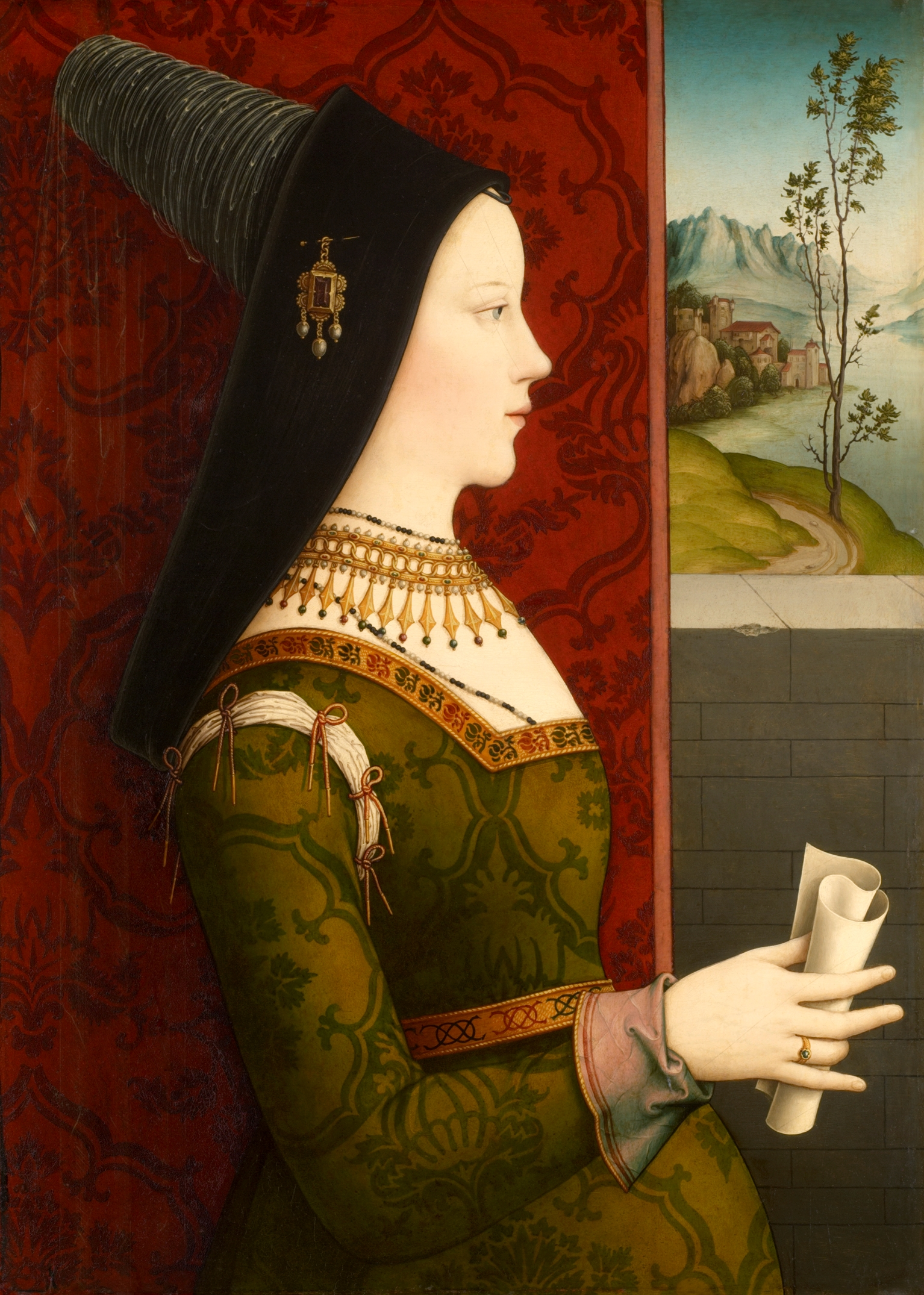
Niklas Reiser: Maria von Burgund, Halbfigur im Profil, um 1500, Schloss Ambras, Innsbruck

Als die Hoffnung Karls des Kühnen auf einen Sohn zunehmend schwand, führte er mit zahlreichen Adligen, die sich um die Hand seiner Erbtochter Maria bewarben, entsprechende Heiratsverhandlungen. 1462 suchte er mit dem aragonesischen König Johann II. ein Bündnis gegen Ludwig XI. von Frankreich einzugehen. Johann begehrte die erst fünfjährige Maria, freilich vergeblich, als Gemahlin für seinen Sohn Ferdinand.
1463 schlug Pius II. vor, dass Maria mit dem zwei Jahre jüngeren Maximilian von Habsburg, dem Sohn Kaiser Friedrichs III., vermählt werde. Der Papst wollte nämlich Karl den Kühnen zur Teilnahme an einem geplanten Kreuzzug gegen das Osmanische Reich gewinnen und als Gegenleistung dafür seinen Einfluss auf den Kaiser geltend machen, damit dieser dem Burgunderherzog den Königstitel verlieh. Zu einem solchen Schritt wäre Friedrich III. im Fall der Verwirklichung des genannten Eheprojekts möglicherweise bereit gewesen. Karl war dieser Vorschlag aber offensichtlich zu vage. 1469 suchte Erzherzog Sigmund von Tirol Karl im Prinsenhof zu Brügge auf, um das Projekt einer burgundisch-habsburgischen Eheverbindung wieder zur Sprache zu bringen. Wiederum gab Karl keine Zusage.
1471 bewarb sich Herzog Karl von Guyenne, der jüngere Bruder Ludwigs XI., um die Hand Marias. Der französische König suchte aber eine solche Eheverbindung seines Bruders, die diesem mehr Macht verschafft hätte, mit allen Mitteln zu verhindern und bot sogar an, stattdessen seinen erst einjährigen Sohn Karl (VIII.) mit der jungen burgundischen Erbin zu verloben. Karl von Guyenne kränkelte bald und verschied bereits am 24. Mai 1472. Karl der Kühne und der Herzog Franz II. von Bretagne beschuldigten Ludwig XI., er habe seinen Bruder vergiften lassen.
Doch bald trat in der Person von Herzog Nikolaus von Lothringen ein neuer Brautwerber auf den Plan, der sich als Erster persönlich der damals 15-jährigen Burgunderprinzessin vorstellte. Der Freier wohnte einen Monat lang mit seiner potentiellen Braut zusammen und hatte gute Chancen, tatsächlich Marias Ehemann zu werden. Karl der Kühne gestattete, dass Nikolaus und Maria am 13. Juni 1473 in Mons ein Heiratsversprechen austauschten, doch der Bräutigam starb plötzlich am 27. Juli 1473 im Alter von nur 25 Jahren. Es wurde geargwöhnt, er sei einem Giftmord zum Opfer gefallen, und wieder stand Ludwig XI. in Verdacht, der Anstifter des mutmaßlichen Attentats zu sein.
Karl der Kühne nahm nun den Plan zur Verheiratung seiner Tochter mit dem Kaisersohn Maximilian ernsthaft ins Visier. Er ließ durch einen nach Wien entsandten, perfekt die deutsche Sprache beherrschenden Sondergesandten ihn zufriedenstellende Informationen über den Habsburger-Sprössling einholen und reiste – allerdings ohne Maria – Ende September 1473 zu einem in Trier abgehaltenen Hoftag an, um dort mit Kaiser Friedrich III. und dessen Sohn zusammenzutreffen. Dabei wurde Karl von einem großen Gefolge begleitet, zu dem u. a. eine große Reiterschar, zahlreiche Hofbedienstete und eine Reihe burgundischer Adliger gehörte. Um Friedrich III. zu imponieren, stellte er, aufs Prächtigste gekleidet, protzend seinen Reichtum in Form seines in 400 Wagen mitgeführten Hausschatzes zur Schau, welchem Prunk der bei Weitem nicht so vermögende Kaiser nichts entgegenzusetzen hatte. Im Rahmen der Heiratsverhandlungen verlangte Karl u. a. seine Erhebung zum König. Der Wink aus Frankreich, dass Ludwig XI. eine solche Geste als unfreundlichen Akt empfände, die ablehnende Haltung der Kurfürsten und die immer höher geschraubten Forderungen des Burgunderherzogs führten zum Scheitern der Gespräche. Nach zwei Monate dauernden Unterhandlungen reisten Friedrich III. und Maximilian am 25. November 1473 in aller Stille aus Trier ab und ließen Karl wütend zurück.
In der Folge unterstützte Karl den Erzbischof von Köln, Ruprecht von der Pfalz, in der Kölner Stiftsfehde und begann ab dem 29. Juli 1474 mit der monatelangen Belagerung von Neuss. Währenddessen verhandelte er über eine Verheiratung seiner Tochter Maria mit dem Prinzen Friedrich von Tarent, dem zweiten Sohn des Königs Ferdinand I. von Neapel. Doch als Kaiser Friedrich III. der Stadt Neuss im Mai 1475 endlich zu Hilfe kam, musste Karl abziehen. Der Burgunderherzog traf erneut persönlich mit dem Kaiser zusammen, der nun aber die Bedingungen für eine mögliche Verheiratung seines Sohnes mit Maria diktierte. Als Friedrich III. nicht gegen den Blitzfeldzug Karls gegen Lothringen und die Vertreibung des dortigen Herzogs René II. protestierte, stimmte Karl am 17. November 1475 erstmals brieflich mit Siegel der Vermählung seiner Tochter mit Maximilian zu. Im Mai 1476 wiederholte er die Eheabsprache in Lausanne feierlich, ohne Bedingungen zu stellen. Maria akzeptierte den Kaisersohn ebenfalls als ihren künftigen Gatten. Nachdem Karl nach zwei verlorenen Schlachten gegen die Eidgenossen zum Krieg gegen Herzog René aufgebrochen war, der im Bund mit den Schweizern sein Land zurückerobert hatte, forderte er seine Tochter Maria auf, im Fall seines Todes möglichst bald die Eheschließung mit Maximilian durchzuführen. Tatsächlich fiel er am 5. Januar 1477 in der Schlacht bei Nancy.

### Schwieriger Regierungsantritt Marias als Herzogin von Burgund

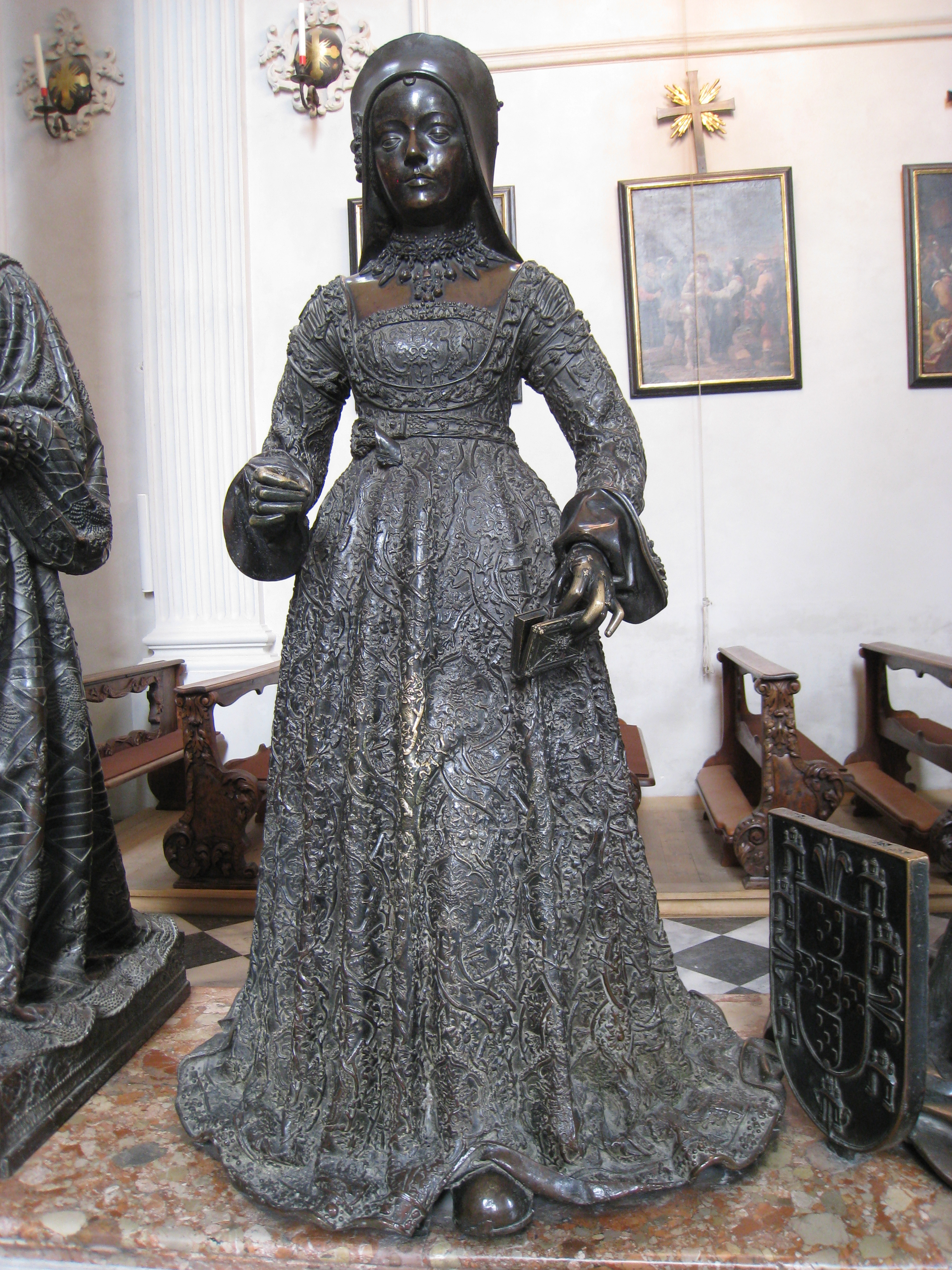
Bronzestatue Marias von Burgund am Grabmal Kaiser Maximilians I. in der Hofkirche in Innsbruck

Während Karl der Kühne sich noch auf Kriegszügen befunden hatte, war im Schloss Ten Walle in Gent der Abschluss der Verhandlungen über Marias Vermählung gefeiert worden. Maria war ein Porträt Maximilians überbracht worden, das ihr außerordentlich gefallen haben soll. In einem erhaltenen Brief vom 26. November 1476 hatte sie sich für nette Briefe Maximilians bedankt und diesem einen dem Brief beigelegten teuren Diamanten übersandt.
Karls Kanzler Guillaume Hugonet informierte dann Maria, die sich nach 1473 hauptsächlich wieder in Gent aufgehalten hatte, möglichst schonend über das Ableben ihres Vaters. Der für diesen in Gent zelebrierte Trauergottesdienst rief bei den Einwohnern wegen des äußerst strikten Regierungsstils des verstorbenen Herzogs wenig Anteilnahme hervor. Das Stundenbuch der Maria von Burgund wurde anscheinend teilweise als Trauerbuch für ihren dahingeschiedenen Vater gestaltet.
Die aller Machtmittel entblößte, erst knapp 20-jährige Herzogin hatte nun angesichts der aggressiven Haltung Ludwigs XI. und der aufrührerischen Stimmung der niederländischen Stände unter sehr schwierigen Bedingungen das burgundische Erbe ihres Vaters anzutreten, zu dem außer dem eigentlichen Herzogtum Burgund auch die burgundischen Niederlande mit den Provinzen Flandern, Brabant, Luxemburg, Holland u. a. gehörten.
Auf Péronne zumarschierend eroberte Ludwig XI. die im Norden von Karls Reich gelegenen Städte Arras und Cambrai. Gleichzeitig marschierten im Süden 6000 Soldaten, die von Jean IV. de Chalon-Arlay, Fürst von Orange, Georges de la Trémoille, Herr von Craon, und Charles d’Amboise, Gouverneur der Champagne, kommandiert wurden, in das eigentliche Herzogtum Burgund ein. Dieses beabsichtigte der König als ein aufgrund des Fehlens eines männlichen Erben frei gewordenes Lehen der Krone Frankreichs einzuziehen, obwohl sein Recht daran durchaus nicht so klar vorlag. Doppelzüngig sandte der König am 9. Januar 1477 auch ein Schreiben nach Dijon und richtete darin Beileidsbezeugungen für sein Patenkind Maria aus. Er spielte sich als Marias angeblicher Schutzpatron auf und forderte in diesem Zusammenhang die Verlobung der jungen Herzogin mit seinem erst siebenjährigen Sohn und Thronfolger Karl (VIII.). Noch im Januar 1477 konnte er fast ohne Widerstand das Herzogtum Burgund annektieren, dessen Stände ihn unter der Bedingung, dass ihre Vorrechte bestehen blieben, als vermeintlichen Schutzherrn und baldigen Schwiegervater Marias anerkannten. Ferner brachte er die Picardie und einen Großteil des Artois in seine Gewalt. Die Einwohner der Franche-Comté widersetzten sich ihm aber.
Gemeinsam mit Margarete von York, die ihr wichtige Dienste als Beraterin leistete, richtete Maria Hilfsappelle an Eduard IV. von England, die für Ludwig XI. nicht ungefährlich waren. Doch bereits im Februar 1477 schlug der englische Monarch eine Verlängerung des Vertrags von Picquigny vor, beriet sich daneben aber auch mit den Herrschern der Bretagne und Aragóns über die Bildung einer gegen den französischen König gerichteten Allianz.

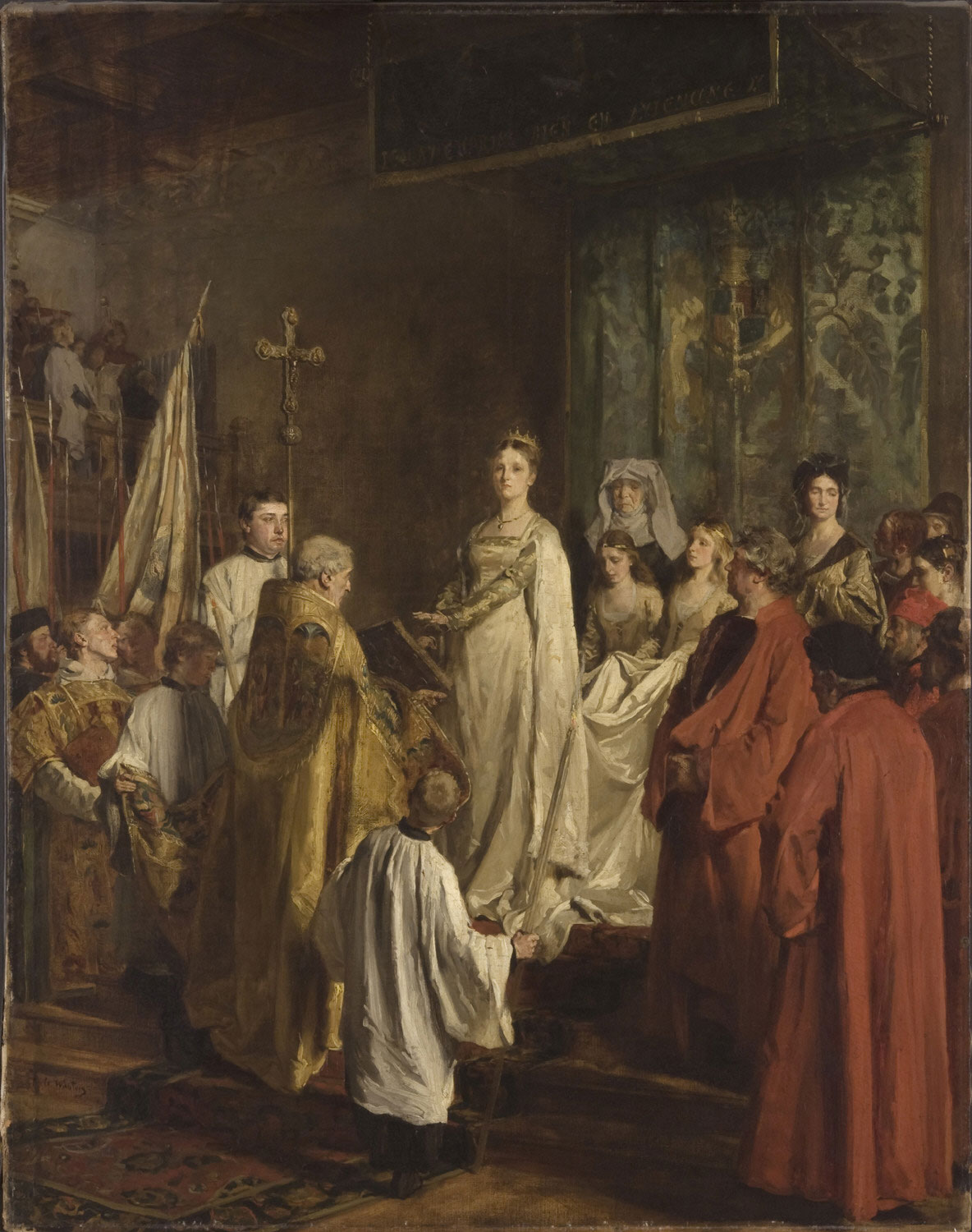
Emile Wauters, Maria von Burgund gewährt das „Große Privileg“, 1878 (Philadelphia Museum of Art)

Um dem französischen König die Stirn bieten zu können, war Maria auf die Hilfe der niederländischen Generalstände angewiesen, mit denen Karl der Kühne bis zuletzt harte Konflikte ausgetragen hatte. Die Stände von Brabant, Flandern, Holland und Hennegau wurden für den 3. Februar 1477 nach Gent einberufen. Sie erkannten zwar Maria als rechtmäßige Erbin an, stellten aber Gegenforderungen. Als Maria daher bei ihrem ersten offiziellen Auftritt die Generalstände eröffnete und in ihrer Antrittsrede auf ihre herzoglichen Rechte pochte, verlangten Stände und Gilden hingegen die Wiederinkraftsetzung ihrer von den beiden vorigen Burgunderherzögen stark geschmälerten Privilegien. Die junge Regentin musste nachgeben und weitere Zugeständnisse machen, etwa einer bedeutenden Reduzierung der Militärausgaben zustimmen. Am 11. Februar 1477 sah sie sich sogar zur Gewährung des „Großen Privilegs“ für Flandern genötigt, in dem sie auf viele Herrschaftsrechte zu verzichten hatte. So akzeptierte sie u. a. die Schaffung eines aus Vertretern der Stände zusammengesetzten, 24-köpfigen Großen Rats, der mitregieren durfte, ferner das Recht der Generalstände zur Selbstversammlung und zur Mitsprache bei Kriegserklärungen. Auf diese Weise wurden die Zentralisierungsbemühungen der vorigen Burgunderherzöge vorerst beseitigt.
Am 16. Februar 1477 wurde Maria – wie traditionell üblich – als Gräfin von Flandern gehuldigt. Während des dabei abgehaltenen Festzugs durch die Stadt machte sie einen schwermütigen Eindruck. In der Kirche St. Jean gab sie ihre Eideserklärung ab, in der sie u. a. die Achtung der Freiheiten des Landes sowie die Aufhebung der den Bewohnern seit 1450 aufgebürdeten Lasten versprach. Auch für Holland und Brabant hatte sie eidesstattlich ähnlich große Konzessionen einzuräumen.
Olivier le Daim wurde im März 1477 von Ludwig XI. als Botschafter nach Gent geschickt. Er sollte die Bürger der Stadt auf die französische Seite ziehen und sich privat mit der Herzogin treffen, um sie zur Heirat mit dem Dauphin zu bewegen. Die Genter empfanden es aber als beleidigend, dass der König einen Gesandten so niedriger Herkunft – le Daim war Sohn eines Barbiers – zu einem Treffen mit Maria abgestellt hatte und drohten, le Daim in einen Fluss zu werfen. So musste dieser unverrichteter Dinge abreisen, doch gelang es ihm später, sich zugunsten der französischen Krone der Stadt Tournai zu bemächtigen.
Anfang März 1477 schickte Maria ihrerseits eine vom Kanzler Hugonet, Guy de Brimeu, Herrn von Humbercourt, und Guillaume de Clugny, Koadjutor von Thérouanne, angeführte Gesandtschaft an den französischen König. Laut Commynes soll die Vermählung der burgundischen Herzogin mit dem Dauphin das Hauptthema der Gespräche mit Ludwig XI. gewesen sein. Als Grund für die Gesandtschaft wird auch angegeben, dass Maria den König durch Zugeständnisse wie die Ablegung des Lehnseids für Burgund, Artois und Flandern zu gewinnen gesucht habe oder dass Hugonet scharfen Protest gegen die französische Besetzung burgundischen Territoriums habe einlegen sollen und bemüht gewesen sei, die geforderte Heirat Marias mit dem Dauphin auf die lange Bank zu schieben. Jedenfalls war der diplomatischen Mission kein Erfolg beschieden, und Hugonet musste u. a. im Namen seiner Herrin der Übergabe der damals vom König belagerten Festung Arras zustimmen.
Aus eigener Machtvollkommenheit entsandten nun die flandrischen Stände eine Delegation an Ludwig XI. Um Marias Lage weiter zu erschweren, sagte der König den ständischen Abgeordneten, dass ihre Herzogin hinter ihrem Rücken mit ihm verhandle und präsentierte ihnen einen von Maria verfassten und von Margarete von York, Adolf von Kleve, Herrn zu Ravenstein, sowie Humbercourt und Hugonet mitunterzeichneten (aber von manchen modernen Gelehrten für gefälscht gehaltenen) Brief, wonach er nur mit diesen vertrauten Räten verhandeln solle. Die verärgerten Delegierten kehrten nach Gent zurück und bezichtigten Marias Ratgeber, mit Ludwig XI. gegen die Niederländer zu konspirieren. Es regte sich der Volkszorn, und am 19. März wurden Hugonet und Humbercourt verhaftet. Maria musste den Befehl zur Installierung einer Untersuchungskommission geben, die sich aus 28 Gentern und 8 nicht aus dieser Stadt stammenden Personen zusammensetzte. Die Angeklagten wurden beschuldigt, die ihnen von Karl dem Kühnen einst verliehene Blankovollmacht missbraucht, sich durch ungerechtfertigte Geldeintreibungen bereichert und Arras an Ludwig XI. übergeben zu haben. Im folgenden Prozess wurde gegen sie die Todesstrafe wegen Hochverrats ausgesprochen. Maria eilte zum Genter Rathaus und verlangte, dass sie die beiden Verurteilten  begnadigen dürfe, welches Recht ihr zustand. Da sie nicht durchdrang, bestieg sie den Balkon und wandte sich verweint direkt an die Bürger, Mitleid mit ihren Ratgebern zu zeigen. Die anwesende Menge war hierzu geteilter Meinung und es kam zu Schreiduellen. Immerhin erreichte Maria eine nochmalige Überprüfung des Urteils, die aber dessen Bestätigung erbrachte. Daraufhin wurden Hugonet und Humbercourt am 3. April 1477 geköpft. Commynes gibt die dramatisierte und ungenaue Schilderung, dass die beiden Verurteilten zu dem Zeitpunkt, als die Herzogin für sie intervenierte, vor ihren Augen enthauptet worden seien.
Margarete von York und Herr zu Ravenstein mussten Gent verlassen, Maria im Schloss Ten Walle in Hausarrest leben und eine Auswechslung ihres Hofpersonals sowie die Kontrolle ihres Briefverkehrs hinnehmen. Nur die Kammerfrau Madame d’Haleweyn konnte ihren Dienst bei Maria weiter versehen.

### Heirat mit Maximilian

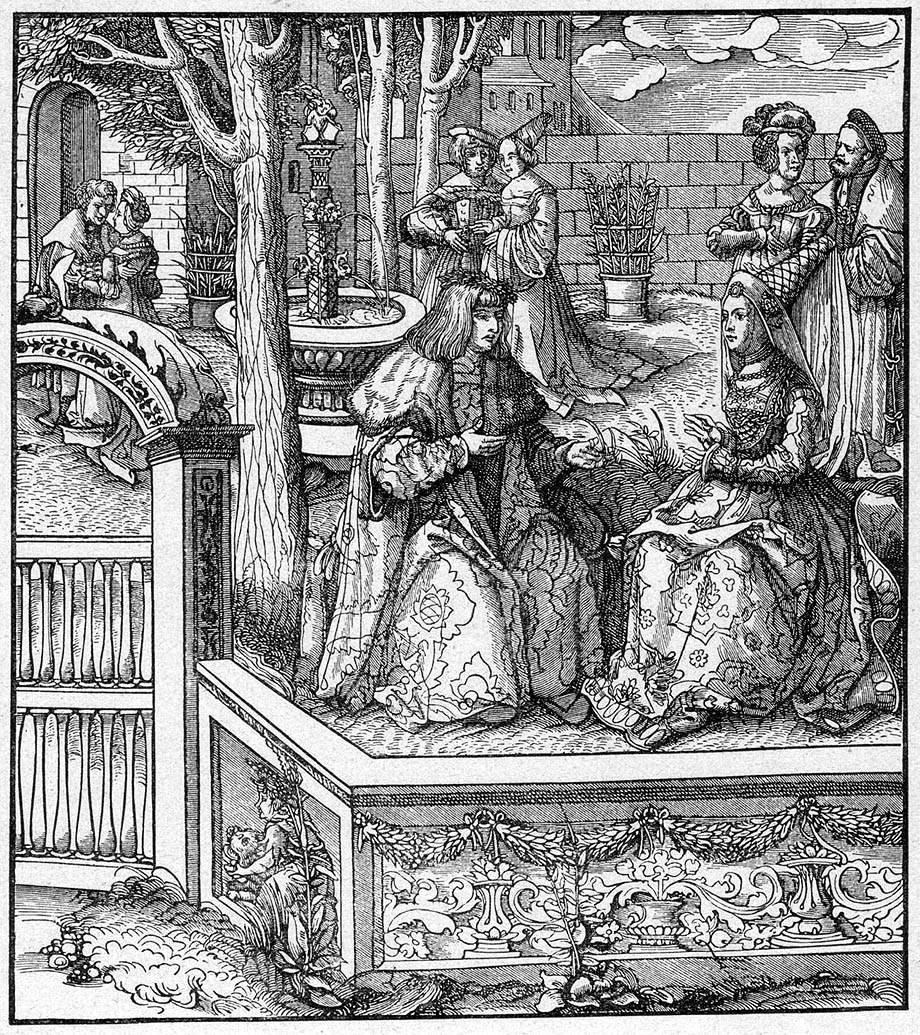
Maximilian I. und seine Gattin Maria von Burgund. Illustration aus dem Weißkunig von Hans Burgkmair d. Ä.

Vorübergehend waren die Pläne der Heirat Marias von Burgund mit dem Kaisersohn Maximilian in den Hintergrund getreten. Neben dem französischen König, der weiter für den Dauphin um die Hand der Burgunderherzogin warb, traten noch andere Brautwerber auf, so Herzog Johann von Kleve für seinen Sohn Johann und Adolf von Kleve für seinen Sohn Philipp. Die Bürgerschaft von Gent setzte sich für eine Vermählung Marias mit Adolf von Egmond, Herzog von Geldern ein, der als Widersacher Karls des Kühnen 1471–77 dessen Gefangener gewesen und nach dessen Tod befreit und erneut zum Herzog von Geldern ausgerufen worden war. Trotz ihrer Bedrängnis wollte Maria von all diesen Werbungen nichts wissen und ihr letztgenannter Freier, Adolf von Egmond, fiel ohnehin bereits am 27. Juni 1477 vor Tournai. Margarete von York schlug vor, dass Maria dem Herzog Georg von Clarence, einem Bruder König Eduards IV., ihre Hand reichen solle, weil dann englische Unterstützung zu erwarten wäre. Als Margarete dann aber erfuhr, dass Eduard IV. eine Eheschließung Marias mit seinem Schwager Anthony Woodville, 2. Earl Rivers favorisierte, riet sie ihrer Stieftochter, das Eheprojekt Karls des Kühnen wiederaufzugreifen und Maximilian zum Gatten zu erwählen.
In der Tat setzte Maria weiter auf ihre Verbindung mit Maximilian, weil hinter ihm die Macht des Kaisers stand und ihm daher am ehesten zuzutrauen war, die Ansprüche Ludwigs XI. auf ihr burgundisches Erbe abwehren zu können. Sie schaffte es, ein Schreiben an ihren bevorzugten Bräutigam an ihren Bewachern vorbei zu schmuggeln. In diesem Schriftstück, das erhalten blieb, formulierte die Herzogin, dass sie bestrebt sei, an ihrer Vermählung mit Maximilian festzuhalten und dass er ihr möglichst bald zu Hilfe kommen solle. Ein Brief Margaretes von York unterstützte diese dringliche Bitte. Kaiser Friedrich III. ließ nun schnell eine aus dem Herzog von Bayern, Prälaten und hohen Beamten zusammengesetzte Delegation nach Flandern abschicken, die eine Heirat per procurationem durchzuführen hatte. Überraschenderweise wurde diese Gesandtschaft in Brügge sehr zuvorkommend empfangen, denn die Haltung der dortigen Bevölkerung hatte sich angesichts des Einfalls von Truppen Ludwigs XI. in Luxemburg und Brabant und damit verbundenen Plünderungen radikal geändert. Die Niederländer erhofften durch einen mächtigen Mann an Marias Seite Sicherung des Friedens sowie ihrer Geschäfte, und die Generalstände stimmten dem Heiratsprojekt zu. Maria selbst bekräftigte auf Anfrage des kaiserlichen Delegationsleiters Dr. Heßler noch einmal, gemäß dem Willen ihres Vaters die Ehe mit dem Kaisersohn eingehen zu wollen. Die Hochzeit per procurationem fand am 21. April 1477 in Brügge statt, wobei der Herzog von Bayern als Stellvertreter Maximilians fungierte, und wurde am folgenden Tag in Gent wiederholt, damit keine Eifersüchteleien gegenüber Brügge entstanden.
Friedrich III. hatte Mühe, genügend Finanzmittel für einen einigermaßen glanzvollen Zug seines Sohns nach Gent aufzutreiben. Maximilian brach endlich am 21. Mai 1477 auf und wurde bei seinen Ausgaben teilweise von auf seinem Weg liegenden Städten unterstützt, war aber dennoch nach seinem am 3. Juli erfolgten Eintreffen in Köln zahlungsunfähig. Eine in diese Bischofsstadt eingereiste französische Delegation überbrachte die Botschaft, dass Maria ohne Einwilligung Ludwigs XI. keine Ehe schließen dürfe; schließlich entstamme sie königlichem französischem Adel und Burgund sei ein französisches Kronlehen. Maximilian empfing die Gesandten nicht einmal. Nach vierwöchiger Rast in Köln erhielt er von Margarete von York die ihm zugesagten 100.000 Taler und war damit seiner Geldsorgen ledig. So konnte er seine Reise fortsetzen, nun in Begleitung u. a. des Erzbischofs und Kurfürsten von Trier, Johann II. von Baden, und des Markgrafen Christoph I. von Baden. Am 11. August zog er mit seinem Gefolge, das sich zum Zeichen der Trauer um den verstorbenen letzten Burgunderherzog in Trauerkleidung gehüllt hatte, feierlich in Brüssel ein. Am 18. August 1477 kam er schließlich in Gent an und wurde als Retter vor französischen Annexionsbestrebungen begrüßt.
Im Schloss zu Gent kam es dann zur ersten Begegnung zwischen der Burgunderherzogin und dem Kaisersohn, die sich zuvor noch nie gesehen hatten. Maria verstand kein Deutsch, während Maximilian nur unzureichend französisch sprach. So verständigten sich die Brautleute anfangs in der von beiden einigermaßen beherrschten lateinischen Sprache. Während Maria nie Deutsch lernte, vermochte Maximilian bald hinlängliche Kenntnisse in Französisch und Flämisch zu erwerben.
Das junge Paar unterzeichnete noch am Tag der Ankunft Maximilians in Gent den Ehekontrakt, laut dem beide Partner gleichberechtigt miteinander herrschen sollten. Eine der Klauseln besagte, dass nur eventuelle gemeinsame Kinder erbberechtigt seien. Der Papst hatte seine Dispens für die Eheschließung gegeben, die aufgrund der entfernten Konsanguinität der Brautleute notwendig war. Die von Ferry de Clugny, Bischof von Tournai, zelebrierte Hochzeit Marias mit ihrem Bräutigam fand am Morgen des folgenden Tags, des 19. Augusts 1477, in der Schlosskapelle statt. Die braunhaarige Braut trug zu diesem feierlichen Anlass ein goldbesticktes weißes Atlaskleid, ein um die Schultern gehängtes Hermelincape und ihre Krone. Maximilian erschien in silberner Rüstung. Nach der Zeremonie übergab er seiner Gattin 13 Goldstücke, um damit seine Bereitschaft auszudrücken, für sie zu sorgen. Es folgten Hochzeitsfeierlichkeiten mit einem erlesenen Bankett. In seinem autobiographischen Roman Weißkunig erwähnt Maximilian, dass er sich mit seiner Gattin in den nächsten Tagen an Festen und Turnieren ergötzte. Er beschrieb Maria als schöne, fromme und tugendhafte Frau. Eine Erzählung über seine Werbung und Brautfahrt ist im Theuerdank, einem von ihm im Jahr 1517 selbst herausgegebenen Versepos enthalten.

### Eheleben; Kampf gegen Frankreich

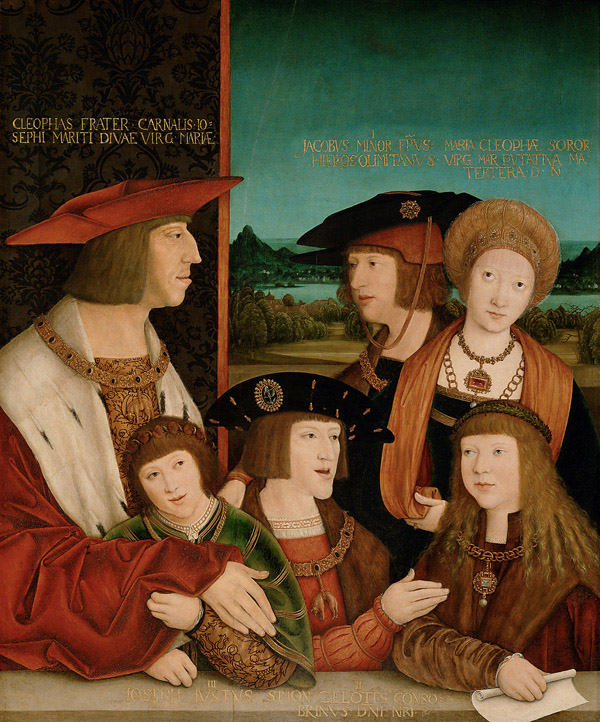
Bernhard Strigel: Familie des Kaisers Maximilian I., nach 1515, Kunsthistorisches Museum, Wien

Bereits vor der Hochzeit hatte Maria ihrem Bräutigam einen teuren, silber- und goldbestickten Samtrock überbringen lassen. In der nächsten Zeit sorgte sie dafür, dass er in prachtvolle Gewänder neu eingekleidet wurde; offenbar hatte er keine ausreichende, seinem Status entsprechende Garderobe besessen. Freilich hieß es offiziell, Maria wünsche, dass ihr Gemahl burgundische Tracht trage.
Sieben Tage nach der Heirat wurde Maximilian als Mitregent seiner Gattin inthronisiert. Die Stadtverwaltung Gents schwor ihren Eid auf den Kaisersohn. Im Gegenzug wurden den Gentern die Freiheiten, die ihnen Maria hatte zugestehen müssen, erneut zugesichert. Zur Erinnerung an dieses Ereignis erfolgte die Emission einer goldenen Gedenkmünze, auf der sowohl Maria als auch ihr Ehemann abgebildet waren. Auch die Generalstände erhielten die Bestätigung der ihnen eingeräumten Prärogative.
Maximilian beeilte sich, mit seiner Gattin Lille, Douai, Orchies und andere von einer französischen Invasion bedrohte Grenzstädte zu besuchen. Ludwig XI. gewährte einen zehntägigen, auf Wunsch verlängerbaren Waffenstillstand. Wirklich konnte das junge burgundische Herzogpaar nun einige Monate relativer Ruhe genießen, bevor der Burgundische Erbfolgekrieg 1478 wieder begann.
In einem Brief erwähnt Maximilian die zahlreichen Hunde und Falken, die sich die jagdbegeisterte Maria – auch in den Räumen ihres Schlosses – hielt; ein weißes Windspiel habe sogar in ihrem Schlafzimmer übernachtet. Teils um hygienischen Problemen vorzubeugen, die sich aus dieser Tierhaltung ergeben könnten, teils um im gesamten Staatsgebiet Präsenz zu zeigen, residierte das Herzogspaar in verschiedenen größeren Städten wie Gent, Brügge, Brüssel, Lille und Mecheln.
Damals vergnügten sich Maria und Maximilian, deren Ehe trotz ihres aus rein politischen Gründen erfolgten Zustandekommens sehr glücklich verlief, mit Jagden, Bällen, Turnieren und Festmählern. Maria versuchte, ihrem Gemahl Eislaufen beizubringen, worin Maximilian es aber nicht zur Meisterschaft brachte. Daneben frönte das Paar dem Schachspiel, gab musikalische Darbietungen zum Besten, achtete auf die Erhaltung der Hofkapelle und las gemeinsam Ritterromane und klassische Literatur. Darüber hinaus pflegte es gute Beziehungen zu Malern der niederländischen Schule wie Hans Memling, der vielleicht auf seinem Gemälde „Die mystische Vermählung der heiligen Katharina mit dem Jesuskind“ (New York, MET, Inv.Nr. 40.14.634) Marias Gesichtszüge in der Figur der Hl. Katharina von Alexandrien links im Bild festhielt, was sich indessen nicht sicher belegen lässt.
Eines der wichtigsten Tanztraktate zur Basse danse, das Manuscrit des basses danses de Marguerite d’Autriche, gilt zuweilen als Maria von Burgund gewidmet. In Wirklichkeit wurde es wohl von einer ihrer unehelichen Halbschwestern, Anne de Bourgogne, für ihre Tochter Margarete angefertigt und ihr als Geschenk übergeben.

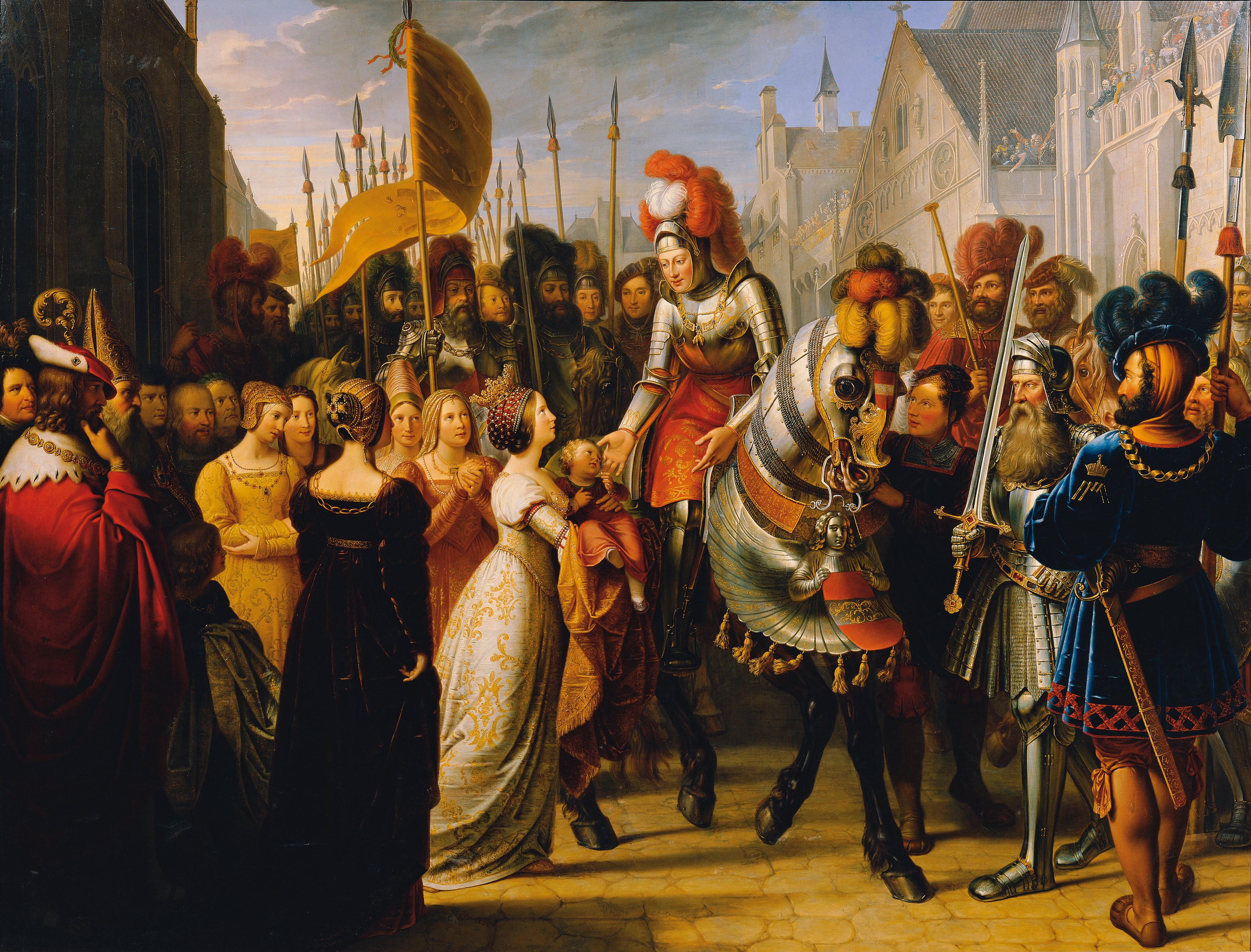
Anton Petter: Der Einzug Kaiser Maximilians I. in Gent, 1822, Belvedere, Wien – Das Gemälde zeigt Maria von Burgund, die ihrem Gemahl mit dem während seiner Abwesenheit geborenen Philipp entgegenkommt.

Im April 1478 erfolgte Maximilians Ernennung zum Großmeister des Ordens vom Goldenen Vlies. Als im gleichen Monat neue Feindseligkeiten mit Frankreich ausbrachen, übernahm Maximilian die Leitung des – in den nächsten Jahren allerdings unentschieden verlaufenden – Abwehrkampfes gegen Ludwig XI. Da die Generalstände wenig Geld zur Verfügung stellten und von Seiten des Heiligen Römischen Reichs keine Unterstützung erfolgte, musste Maria für die Anwerbung von Truppen Familiensilber verkaufen. Im Juli 1478 erreichte Maximilian den Abschluss eines einjährigen Waffenstillstands. Am 22. Juli (nach anderen Angaben 22. Juni) desselben Jahres brachte die burgundische Herzogin dann im Prinsenhof zu Brügge einen Sohn, Philipp den Schönen, zur Welt. Erst kurz nach dessen Taufe kam Maximilian zu seiner Familie zurück.
Zur Verteidigung ihres Reiches gegenüber der weiterhin schwelenden französischen Bedrohung suchten Maria und ihr Gatte ein Stehendes Heer aufzustellen. Am 19. März 1479 bewilligten ihnen die in Antwerpen versammelten Generalstände die Finanzmittel zur Aushebung von 27.400 flämischen und brabantischen Milizionären sowie 825 lanzentragenden Kavalleristen. Im August 1479 besiegte Maximilian die von Philippe de Crèvecœur angeführten französischen Streitkräfte in der Schlacht bei Guinegate. Damals wurden die niederländischen Streitkräfte entlassen, da die zu ihrer Bezahlung zur Verfügung stehenden Gelder zu Ende gingen. Als Ludwig XI. nicht lange danach Luxemburg attackierte, lehnten die Generalstände eine finanzielle Unterstützung für Maximilian ab, und auch das Heilige Römische Reich war gemäß einem Beschluss auf dem Nürnberger Reichstag (Oktober 1479) zu keiner Hilfe bereit, so dass Maria zur Bestreitung der Heereskosten ihre Gemäldesammlung verkaufen musste.
Im folgenden Winter kam es zu keinen Kampfhandlungen, und Maximilian war in Brüssel anwesend, als seine Gattin am 10. Januar 1480 ihre Tochter Margarete gebar. Im August 1480 vereinbarten Marias Gatte und Ludwig XI. einen Waffenstillstand als Vorstufe zu Friedensgesprächen. Wiederum in Maximilians Absenz kam am 2. September 1481 in Brüssel ein drittes Kind Marias zur Welt, das nach seinem Taufpaten, dem Herzog von Bretagne, den Namen Franz erhielt; es starb bereits knapp vier Monate später.

### Tod

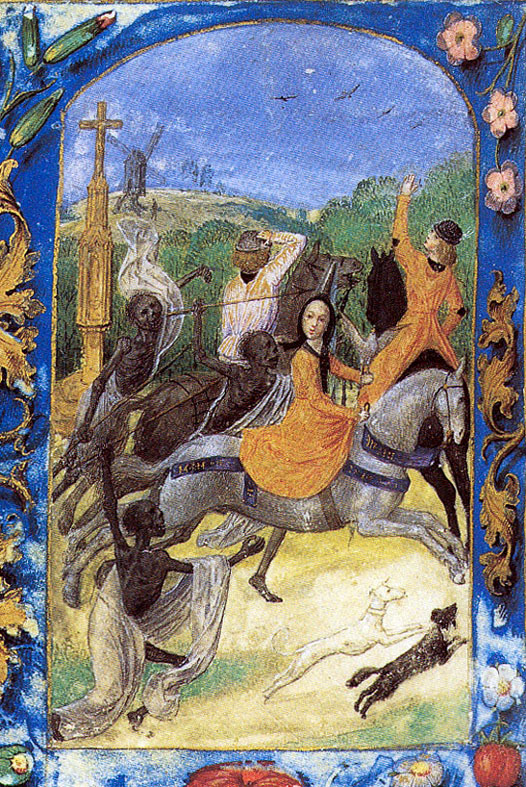
Maria von Burgund auf der Jagd, vom Tod verfolgt

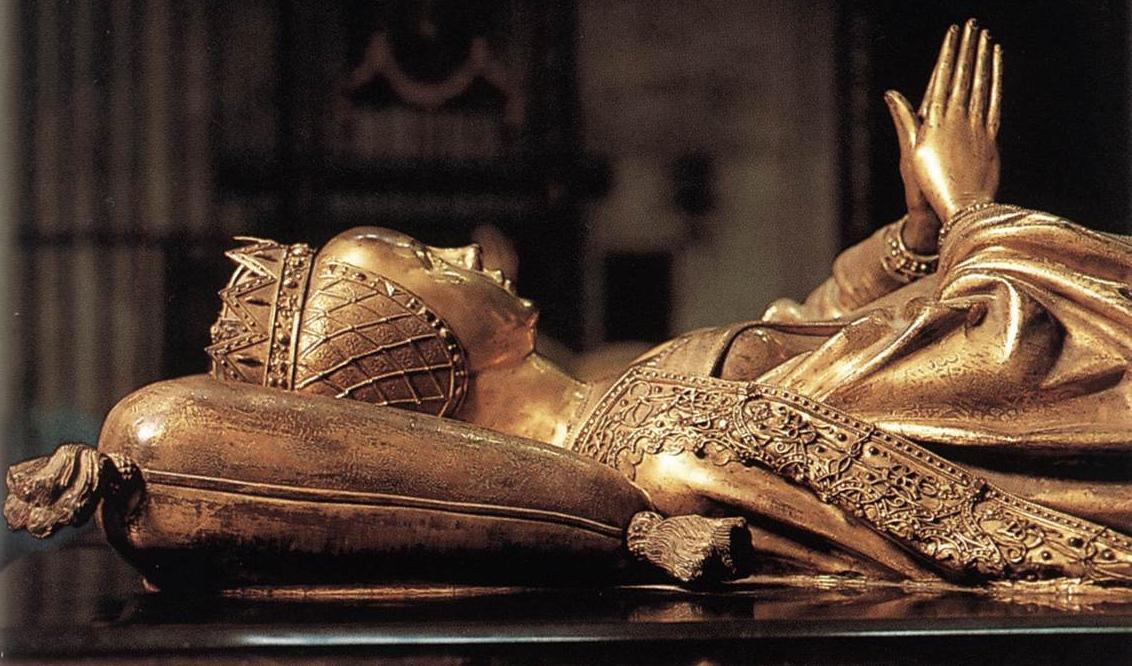
Sarkophag Marias von Burgund

Ende 1481 und Anfang 1482 bereisten Maria von Burgund und ihr Gatte den Hennegau und begaben sich daraufhin nach Valenciennes. Die Garnisonen von Saint-Quentin und Guise, welcher Städte sich Ludwig XI. bemächtigt hatte, fielen in das unweit des Aufenthaltsorts des Herzogspaars gelegene Cambrésis ein, verbrannten Le Cateau-Cambrésis und zogen sich wieder zurück. Maximilian und Maria verließen das verheerte Kriegsgebiet und zogen mit ihrem Hofstaat nach Brügge; ihre Kinder hatten sie in der Obhut der Genter zurückgelassen.
Nachdem Maria noch am 10. Februar 1482 ihren Gatten bei einem von ihm veranstalteten großen Lanzenstechen angefeuert hatte, stürzte sie, obwohl eine geübte Reiterin, am folgenden 6. März während einer Beizjagd von ihrem über einen Baumstrunk gestolperten Pferd und versank in Bewusstlosigkeit. Sie behauptete gegenüber ihrem Gemahl, als sie zu sich kam, es sei ihr nicht viel passiert; anscheinend hatte sie noch keine größeren Schmerzen. In den Prinsenhof zu Brügge gebracht bekam die möglicherweise am Anfang einer neuen Schwangerschaft stehende Herzogin jedoch bald Unterleibsschmerzen und starkes Fieber. Von den Rittern des Ordens vom Goldenen Vlies erbat sie ritterliche Treue gegenüber ihrem Gatten. In ihrem Testament bestimmte sie ihre Kinder zu Universalerben, und Maximilian sollte, solange ihr Sohn Philipp unmündig war, für ihn die Regentschaft führen. In Anwesenheit ihres Gemahls, ihrer Kinder und der Ordensritter starb sie am 27. März 1482 im Alter von nur 25 Jahren an den Folgen des Reitunfalls. Maria hatte als eine der schönsten Frauen ihrer Zeit gegolten, und Maximilian soll ihren Tod zeitlebens nicht recht verwunden haben.
Nach der öffentlichen Aufbahrung von Marias Leichnam fand am 3. April 1482 ihre Beisetzung in der Liebfrauenkirche in Brügge statt. 1502 erhielt ihr Sarg einen neuen Standort unterhalb eines von Pierre de Beckere geschaffenen prächtigen Monuments. Im Gefolge der Unruhen nach der Französischen Revolution kam es zur erneuten Umbettung ihrer Gebeine; 1806 wurden ihre sterblichen Überreste sowie jene ihres Vaters in ein einfaches Grab der Lanchals-Kapelle überführt.
Mit Marias Tod fiel ihr Erbe an das Haus Habsburg, was zu zwei Jahrhunderte währenden schweren Konflikten mit Frankreich führen sollte. Ihr Nachfolger in den Niederlanden wurde ihr Sohn Philipp der Schöne.
Im Sarkophag Marias, der in der Liebfrauenkirche in Brügge steht, wurde nach dem Tod Maximilians I. auch dessen Herz beigesetzt. Eine Statue Marias gehört zu den 28 Bronzefiguren, die am Grabmal Kaiser Maximilians I. in der Innsbrucker Hofkirche stehen.

## Nachkommen
Maria von Burgund heiratete am 19. August 1477 den späteren Kaiser Maximilian I. Aus der Ehe gingen drei Kinder hervor:
- Philipp I., der Schöne (* 22. Juli 1478; † 25. September 1506), König von Kastilien, ⚭ 1496 Johanna von Kastilien (1479–1555)
- Margarete von Österreich (* 10. Januar 1480; † 1. Dezember 1530), Statthalterin der habsburgischen Niederlande

1. ⚭ 1497 Johann von Aragón und Kastilien (1478–1497), Fürst von Asturien;
2. ⚭ 1501 Philibert II. (1480–1504), Herzog von Savoyen

- Franz (* 2. September 1481; † 26. Dezember 1481)

## Vorfahren
|  |                                    |  |  |  |  |  |  |  |  |  |  |  |  |
|  | Johann Ohnefurcht (1371–1419)      |  |  |  |  |  |  |  |  |  |  |  |  |
|  |                                    |  |  |  |  |  |  |  |  |  |  |  |  |
|  |                                    |  |  |  |  |  |  |  |  |  |  |  |  |
|  | Philipp III. (Burgund) (1396–1467) |  |  |  |  |  |  |  |  |  |  |  |  |
|  |                                    |  |  |  |  |  |  |  |  |  |  |  |  |
|  |                                    |  |  |  |  |  |  |  |  |  |  |  |  |
|  | Margarete von Bayern (1363–1423)   |  |  |  |  |  |  |  |  |  |  |  |  |
|  |                                    |  |  |  |  |  |  |  |  |  |  |  |  |
|  |                                    |  |  |  |  |  |  |  |  |  |  |  |  |
|  | Karl der Kühne (1433–1477)         |  |  |  |  |  |  |  |  |  |  |  |  |
|  |                                    |  |  |  |  |  |  |  |  |  |  |  |  |
|  |                                    |  |  |  |  |  |  |  |  |  |  |  |  |
|  | Johann I. (Portugal) (1357–1433)   |  |  |  |  |  |  |  |  |  |  |  |  |
|  |                                    |  |  |  |  |  |  |  |  |  |  |  |  |
|  |                                    |  |  |  |  |  |  |  |  |  |  |  |  |
|  | Isabel de Portugal (1397–1471)     |  |  |  |  |  |  |  |  |  |  |  |  |
|  |                                    |  |  |  |  |  |  |  |  |  |  |  |  |
|  |                                    |  |  |  |  |  |  |  |  |  |  |  |  |
|  | Philippa of Lancaster (1360–1415)  |  |  |  |  |  |  |  |  |  |  |  |  |
|  |                                    |  |  |  |  |  |  |  |  |  |  |  |  |
|  |                                    |  |  |  |  |  |  |  |  |  |  |  |  |
|  | Maria von Burgund (1457–1482)      |  |  |  |  |  |  |  |  |  |  |  |  |
|  |                                    |  |  |  |  |  |  |  |  |  |  |  |  |
|  |                                    |  |  |  |  |  |  |  |  |  |  |  |  |
|  | Jean I. de Bourbon (1381–1434)     |  |  |  |  |  |  |  |  |  |  |  |  |
|  |                                    |  |  |  |  |  |  |  |  |  |  |  |  |
|  |                                    |  |  |  |  |  |  |  |  |  |  |  |  |
|  | Charles I. de Bourbon (1401–1456)  |  |  |  |  |  |  |  |  |  |  |  |  |
|  |                                    |  |  |  |  |  |  |  |  |  |  |  |  |
|  |                                    |  |  |  |  |  |  |  |  |  |  |  |  |
|  | Maria (Auvergne) (1367–1434)       |  |  |  |  |  |  |  |  |  |  |  |  |
|  |                                    |  |  |  |  |  |  |  |  |  |  |  |  |
|  |                                    |  |  |  |  |  |  |  |  |  |  |  |  |
|  | Isabelle de Bourbon (1437–1465)    |  |  |  |  |  |  |  |  |  |  |  |  |
|  |                                    |  |  |  |  |  |  |  |  |  |  |  |  |
|  |                                    |  |  |  |  |  |  |  |  |  |  |  |  |
|  | Johann Ohnefurcht (1371–1419)      |  |  |  |  |  |  |  |  |  |  |  |  |
|  |                                    |  |  |  |  |  |  |  |  |  |  |  |  |
|  |                                    |  |  |  |  |  |  |  |  |  |  |  |  |
|  | Agnes von Burgund (1407–1476)      |  |  |  |  |  |  |  |  |  |  |  |  |
|  |                                    |  |  |  |  |  |  |  |  |  |  |  |  |
|  |                                    |  |  |  |  |  |  |  |  |  |  |  |  |
|  | Margarete von Bayern (1363–1423)   |  |  |  |  |  |  |  |  |  |  |  |  |
|  |                                    |  |  |  |  |  |  |  |  |  |  |  |  |
|  |                                    |  |  |  |  |  |  |  |  |  |  |  |  |